# Hans Wilhelm von Hagen
Wilhelm Hans Ottokar Leo Friedrich von Hagen (* 27. Dezember 1830 in Langen, Kreis Belgard; † 20. November 1892 in Gries, Tirol) war ein preußischer Landrat.

## Leben
Er war ein Angehöriger des neumärkisch-pommerschen Uradelsgeschlechts von Hagen. Seine Eltern waren Karoline von Dahlstjerna und der Gutsherr auf Langen, Damerow und Brutzen, Heinrich von Hagen. 1863 heiratete er seine Cousine Hulda von Hagen-Premslaff, Tochter der Hulda von Bonin-Schönwerder und des Albrecht von Hagen auf Premslaff, Direktor des Stargarder Landschaftskollegiums. Hulda und Wilhelm hatten zwei Kinder, wobei der Sohn Max gleich wieder nach der Geburt 1864 starb und die Tochter Katherine 1866 das gleiche Schicksal erfuhr. Wilhelm und Hulda von Hagen lebten größtenteils in Premslaff. 
Von 1868 bis 1884 war er Landrat des Kreises Belgard in der preußischen Provinz Pommern. Das Gut Premslaff erbte der Vetter Gustav von Hagen (* 1877; † 1954), später ebenso kgl. preuß. Landrat.